# Susanne Nett

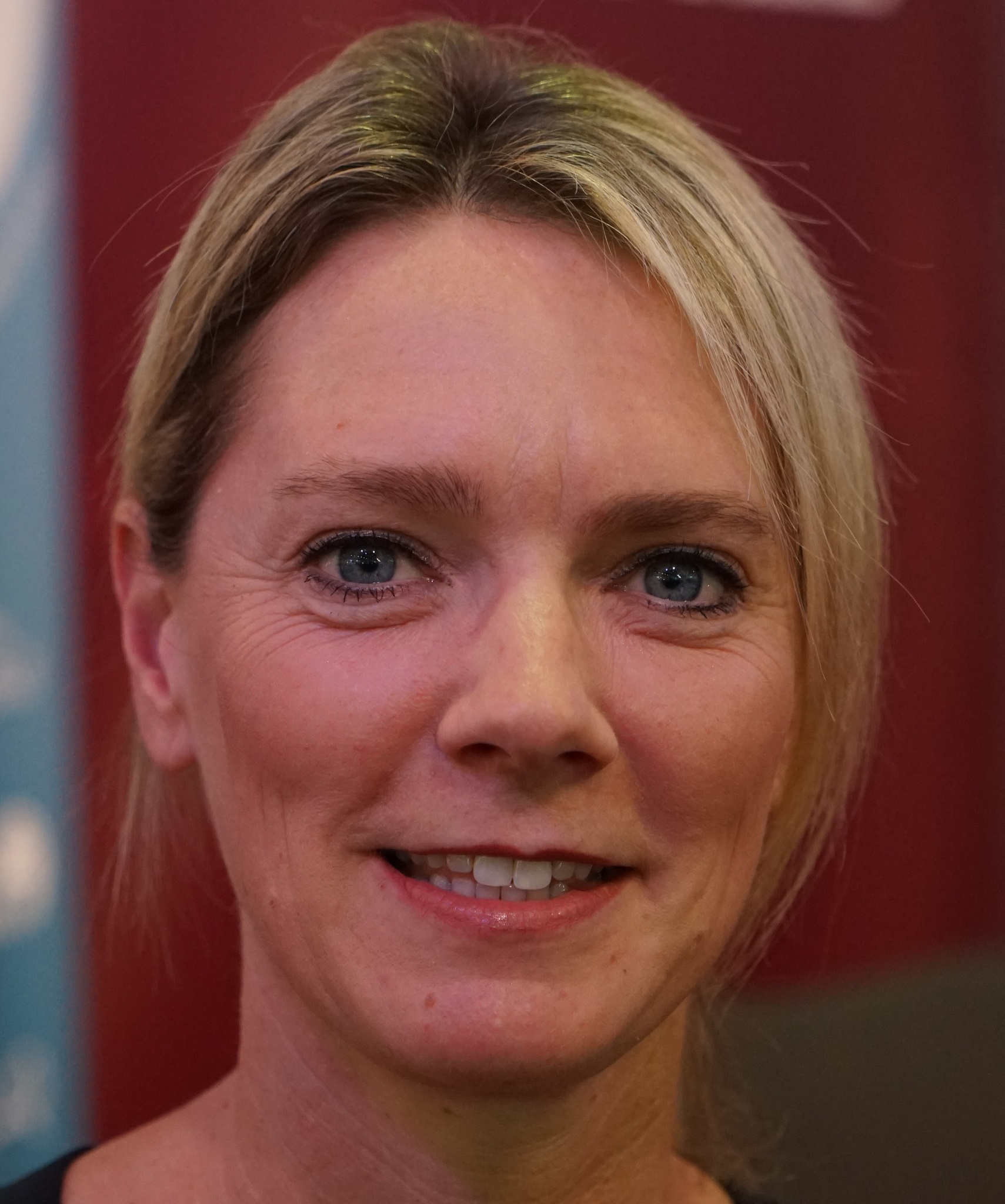
Susanne Nett, 2022

Susanne Nett geborene Völker (* 17. Juli 1974 in Mainz) aus dem Weinanbaugebiet Rheinhessen wurde am 1. Oktober 1998 in der Rotkäppchen Sektkellerei in Freyburg (Unstrut) als Nachfolgerin von Natascha Thoma aus dem Weinanbaugebiet Baden zur 50. Deutschen Weinkönigin (1998/99) gewählt. Als Weinprinzessinnen standen ihr während ihrer zwölfmonatigen Amtszeit Michaela Heusinger aus Franken und Catharina Ries aus dem Rheingau zur Seite.
Die aus Oppenheim stammende Susanne Völker war damit die sechste Deutsche Weinkönigin aus dem Weinanbaugebiet Rheinhessen. Simone Renth, ihre Nachfolgerin als Deutsche Weinkönigin, stammt ebenfalls aus Rheinhessen.

## Leben
Susanne Völker absolvierte von 1994 bis Januar 1997 eine Ausbildung zur Hotelfachfrau im Atrium Hotel Mainz-Finthen. Anschließend übernahm sie bis September 1998 die Bankettleitung im Hotel und absolvierte währenddessen die Ausbildereignungsprüfung bei der IHK Mainz. Von September 1998 bis Februar 1999 übernahm sie die Leitung des elterlichen Gutsausschanks in Oppenheim.
Im Oktober 1997 wurde sie zur Rheinhessischen Weinkönigin gewählt und im Folgejahr zur Deutschen Weinkönigin. Von Mai 1999 bis Oktober 1999 war sie beim Deutschen Weininstitut beschäftigt, anschließend für kurze Zeit als PR-Assistentin in Eltville. Von 1999 bis 2001 war sie als freie Mitarbeiterin für den Südwestrundfunk in Mainz als Reporterin (beispielsweise Deutsches Weinlesefest) tätig. Von Dezember 1999 bis September 2000 arbeitete sie als Assistentin der Geschäftsführung des VDP (Verband Deutscher Prädikatsweingüter) in Bad Kreuznach. Es folgte von September 2000 bis März 2002 eine Tätigkeit als Regierungsangestellte im Referat Weinmarketing im Ministerium für Wirtschaft, Verkehr, Landwirtschaft und Weinbau Rheinland-Pfalz. Von März 2002 bis April 2003 leitete sie die Gastronomie „Remise“ im Mainzer Künstlerquartier Alte Patrone.
Ab August 2003 war sie zusammen mit ihrem damaligen Ehemann Daniel Nett in „Netts Restaurant – Weinbar im Weingut A. Christmann“ in Gimmeldingen selbstständig tätig, im Juli 2009 eröffneten beide in Gimmeldingen ein eigenes Restaurant mit Gästezimmern. Aus beiden Unternehmungen ist sie inzwischen ausgestiegen.
Seit 2007 übernimmt Susanne Nett beratende Funktionen und Auftritte beim SWR Fernsehen (Landesschau – Kochtipps, Fröhlicher Weinberg, Kochgipfel Baden-Baden mit Vincent Klink, Osterkochen mit Frank Buchholz…), im Jahr darauf bekam sie eine eigene Fernsehsendung: „Wir in Rheinland-Pfalz – Rezeptsucher“ (aktueller Titel: Die Rezeptsucherin).

## Rheinhessen
In ihrer Zeit als Rheinhessische Weinkönigin standen Susanne Völker folgende Weinprinzessinnen zur Seite:
- Carmen Jung, Harxheim
- Esther Strohm, Offstein
- Heike Hammerstein, Worms-Wiesoppenheim
- Simone Bollenbach, Bingen-Kempten